# Myrmarachne mocamboensis
Myrmarachne mocamboensis là một loài nhện trong họ Salticidae.
Loài này thuộc chi Myrmarachne. Myrmarachne mocamboensis được María Elena Galiano miêu tả năm 1974.